# Carex csomadensis
Carex csomadensis là một loài thực vật có hoa trong họ Cói. Loài này được Simonk. mô tả khoa học đầu tiên năm 1887.